# Julius Rupp

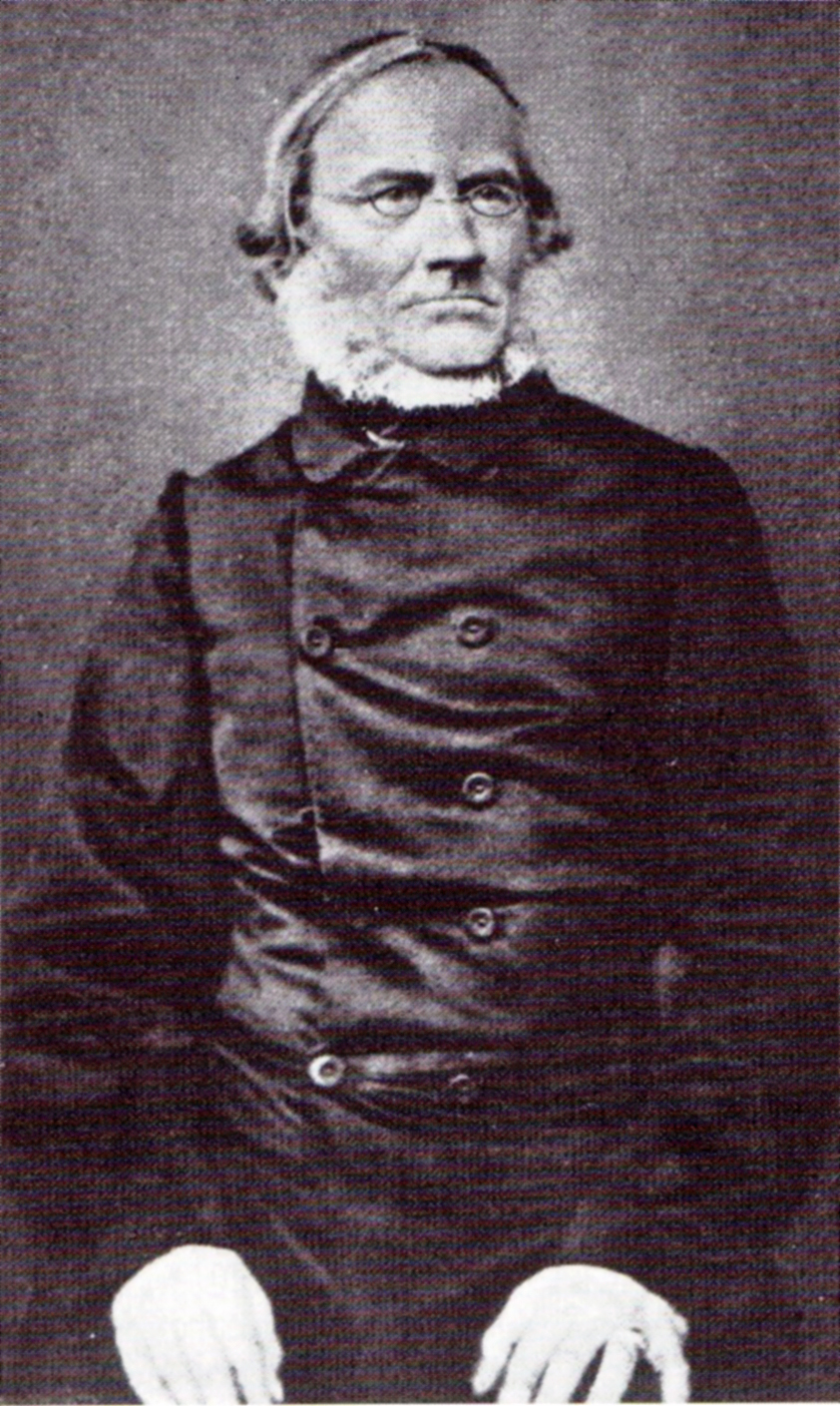
Julius Rupp

Friedrich Julius Leopold Rupp (* 13. August 1809 in Königsberg; † 11. Juli 1884 ebenda) war ein deutscher Theologe, Publizist und Hochschullehrer.

## Leben
Rupp besuchte das Altstädtische Gymnasium Königsberg und studierte von 1827 bis 1830 Evangelische Theologie und Philosophie an der Albertus-Universität Königsberg. Anschließend verbrachte er zwei Jahre am ältesten deutschen Predigerseminar in Wittenberg. Er promovierte 1832 und wurde 1835 an seiner früheren Schule als Lehrer für Deutsch, Geschichte und Religion angestellt. 1842 wurde er Divisionsprediger an der Schlosskirche (Königsberg), der Kirche der Garnison Königsberg in Preußen. 
Er habilitierte sich für Philosophie und Literaturgeschichte und war bis 1851 Privatdozent, dann Honorarprofessor an der philosophischen Fakultät der Albertus-Universität. Er engagierte sich in seiner Heimatstadt und in Preußen für die Deutsche Fortschrittspartei.

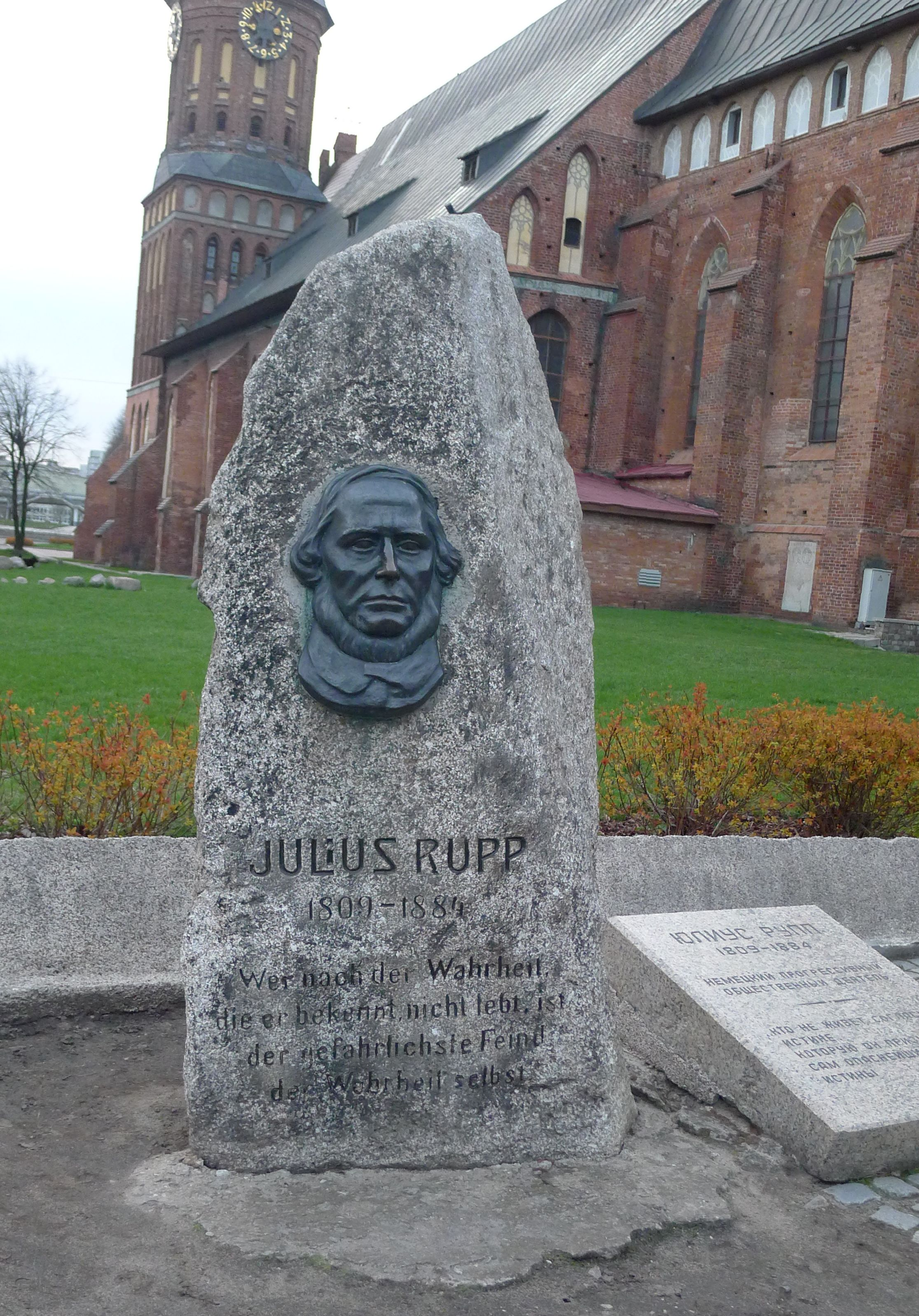
Gedenkstein für Julius Rupp am Königsberger Dom (Foto von 2012).

Auf der Kanzel, in seiner Schrift Der Symbolzwang und die protestantische Lehr- und Gewissensfreiheit (Königsberg 1843) und in Aufsätzen im Christlichen Volksblatt (Königsberg 1844) vertrat er den freien Protestantismus. Wegen öffentlicher Verwerfung des Athanasianischen Symbols wurde er 1845 seines Amtes enthoben. Er gründete am 19. Januar 1846 eine freie protestantische Gemeinde und trat nachfolgend mit gleichgesinnten protestantischen Freunden in Sachsen in Verbindung. Die gelegentlich zu hörende Behauptung, er wäre der Gründer der ersten freien evangelischen Gemeinde in Deutschland überhaupt, dürfte unrichtig sein; denn es bestanden bereits Gemeinden in Mitteldeutschland, zu denen er Kontakt aufnahm. Im Übrigen ist die sogenannte unabhängige Gemeinde der protestantischen Ausrichtung des christlichen Glaubens immanent (u. a. Waldenser, Täufer, Mennoniten, Herrnhuter, Quäker, Heilsarmee, Adventisten; vgl. insbesondere Freikirche). 
Entscheidenden Einfluss hatte Rupp auf die Bewegung der Lichtfreunde und auf die Verbreitung freier Gruppen in Deutschland. Wegen seiner öffentlich vertretenen theologischen Auffassungen und nach seiner Entlassung als Pfarrer wurde er gesellschaftlich gemieden. Der Königsberger Gustav-Adolf-Verein, dessen Gründungsmitglied er war und dem auch der der jüdischen Gemeinde angehörende Johann Jacoby zugehörte, schloss ihn 1846 aus. Er nahm aber weiter an Jacobys Donnerstagsgesellschaft teil.
Rupp beteiligte sich an der Deutschen Revolution 1848/1849 und trat als Redner im Vormärz auf. Er war 1849 
Mitglied des preußischen Landtages. Er wurde Mitglied des 1859 gegründeten Königsberger Komitees für unabhängige Wahlen und verfasste gemeinsam mit Jacoby dessen Programm. Später redigierte er den Verfassungsfreund, das Organ des Vereins der Verfassungsfreunde in Königsberg.
Er war auch Mitglied der Freimaurerloge Zum Todtenkopf und Phoenix, die durch dessen Mitgliedschaft nach 1848 unter schärfere staatliche Beobachtung geriet und starke innere Spannungen aushalten musste.
Publizistisch war Rupp sehr fruchtbar. Neben den im Text und den unten genannten Werken veröffentlichte er in der Freien evangelischen Kirche (Altenburg 1848), der Königsberger Sonntagspost (1856–1862) und der ihm die meisten Beiträge verdankenden Religiösen Reform (1867–1876).
Ein Denkmal für Julius Rupp steht seit 1909 neben dem Königsberger Dom, und zwar an der Stelle, wo sich der Vorgarten seines Hauses befunden hat. Das an einem großen Findling angebrachte Relief war eine der frühesten plastischen Arbeiten von Rupps Enkeltochter Käthe Kollwitz. Nach alten Vorlagen hat der Berliner Bildhauer Harald Haacke das seit Kriegsende verschollene Relief nachgearbeitet. Die Arbeit Haackes wurde 1991 als Stiftung des Vereins Ännchen von Tharau der heutigen Stadt Kaliningrad übergeben und an dem Stein angebracht. Auf diesem Gedenkstein sind unterhalb des Reliefs eingemeißelt folgende Worte von Julius Rupp zu lesen:
Rechts daneben befindet sich auf einer liegenden Gedenkplatte die russische Übersetzung dieser Worte in kyrillischen Buchstaben.

## Werke
- De Spinozae Philosophia Practica. Assumto Ad Respondendum Socio Adolpho Benecke. Paschke, Königsberg 1832 (Königsberg, Universität, phil. Habilitations-Schrift, 1832).
- Gregor's, des Bischofs von Nyssa, Leben und Meinungen. Dyk Leipzig 1834.
- "Theodor von Hippel und seine Lehre vom christlichen Staat. Rede, den 18. Januar 1844 in der deutschen Gesellschaft zu Königsberg gehalten," in: LiterarhistorischesTaschenbuch III. Hrsg. R. E. Prutz.  C.F. Kius, Hannover 1845, 3-51.
- Christliche Predigten. Vor der freien evangelischen Gemeinde in Königsberg gehalten von Julius Rupp. Kiewning & Krofs, Königsberg 1849.
- Zur Berichtigung der Urtheile über die geschlossene freie Evangelische Gemeinde in Königsberg. Selbstverlag, T. Theile in Commission, Königsberg 1852.
- Von der Freiheit. Ein Zeugnis für das Evangelium. Vom Standpunkte des Protestantischen Dissidententhums. 2 Bände. Selbstverlag, Königsberg 1856.
- Immanuel Kant. Ueber den Charakter seiner Philosophie und das Verhältniß derselben zur Gegenwart. Koch, Königsberg 1857, Digitalisat (PDF; 32 MB).
- Das Sektenwesen und die Freie Gemeinde. Beyer, Königsberg 1859.
- Ueber die Bedeutung der Bibel für den geschichtlichen Fortschritt. Longrien & Leupold, Königsberg 1880 (Separat-Abdruck aus: Theodor Prengel (Hrsg.): Reformblätter, zur Förderung freiheitlicher Entwickelung religiösen Lebens. Nr. 21 und 22, ZDB-ID 1428998-2).
- Predigten. Aus den letzten Jahren seines Lebens. Herausgegeben nach Stenographischen Aufzeichnungen. (Vorrede unterzeichnet: L. Ulrich). Otto Wigand, Leipzig 1890.
- Rupp's litterarischer Nachlaß nebst Nachrichten über sein Leben. Herausgegeben von P. Schultzky. 3 Theile (in je 12 Heften). Hübner & Matz, Königsberg 1890–1892.
- Der christliche Staat. Neu aufgelegt und aus seinen hinterlassenen Papieren ergänzt. Herausgegeben von Julius Rupp jun. und Lina Rupp. Otto Wigand, Leipzig 1892.
- Briefe 1831–84. Herausgegeben von Lina Rupp. Evangelischer Verlag, Heidelberg 1907.
- Gesammelte Werke in zwölf Bänden. Herausgegeben von Paul Chr. Elsenhans. Diederichs u. a., Jena u. a. 1910–1916 (Bd. 8, Bd. 11, Teilbd. 2 und Bd. 12 ist nicht erschienen).